# Ardisia dawnaea
Ardisia dawnaea là một loài thực vật có hoa trong họ Anh thảo. Loài này được C.E.Parkinson mô tả khoa học đầu tiên năm 1934.